# Хоменко Сергій Дмитрович
Сергій Дмитрович Хоменко (14 вересня 1914, Максим — 21 січня 1981, Київ) — Герой Радянського Союзу.

## Біографія

Могила Сергія Хоменка

Сергій Хоменко народився 14 вересня 1914 року у селі Максим (нині — Козелецький район Чернігівської області. Українець.
16 липня 1944 року під час бою за село Торки відділення Хоменка увірвалося у німецькі траншеї. У тому бою він особисто знищив німецький кулемет, завдяки чому батальйон успішно просунувся вперед. 24 липня 1944 Хоменко одним із перших переправився через річку Сян і простяг через неї канат, завдяки чому переправився весь батальйон. У бою на плацдармі він відбив 2 контратаки німецьких військ, знищивши 12 солдат противника. 29 липня під час переправи через Віслу в районі населеного пункту Лонжак на північний захід від Сандомиру  Хоменко першим форсував річку і очолив групу прикриття переправи. У тому бою він особисто знищив 30 ворожих солдатів та офіцерів.
Указом Президії  Верховної Ради СРСР від 23 вересня 1944 року за «зразкове виконання бойових завдань командування і проявлені при цьому мужність і героїзм» сержант Сергій Хоменко був удостоєний звання  героя Радянського Союзу з врученням  ордена Леніна та медалі «Золота Зірка» за номером 4591.
Помер 21 січня 1981 року. Похований в Києві на Лук'янівському військовому кладовищі (ділянка № 14).